# Offshore-Windpark Northwind
Northwind oder auch Eldepasco ist ein Offshore-Windpark in der Ausschließlichen Wirtschaftszone von Belgien in der südlichen Nordsee. Die 72 Windenergieanlagen vom Typ Vestas V112-3.0 MW haben eine installierte Leistung von insgesamt 216 MW. Seit Juni 2014 ist der Windpark in Betrieb. Er kann etwa 120.000 Haushalte mit Strom versorgen. Die Turbinen wurden mit Monopiles im Meeresboden verankert.

## Lage
Der Park liegt auf der Lodewijkbank, etwa 37 Kilometer vor der Küste. Die Wassertiefe beträgt dort zwischen 16 und 29 Meter.